# Caminemos pisando las sendas de nuestra inmensa felicidad
Caminemos pisando las sendas de nuestra inmensa felicidad és l'himne nacional de la Guinea Equatorial i ha estat adoptat des de la seva independència d'Espanya en 1968.

## Composició i ús
Fou escrit per Atanasio Ndongo. La música fou composta per Ramiro Sánchez López, que era un tinent de l'Exèrcit Espanyol i director de la banda de música d'una caserna de Madrid. Va rebre un premi de 25.000 pessetes per compondre la música. La lletra de l'himne és influïda per la fi de la colonització espanyola a Guinea, i la descolonització n'és el tema central.
L'himne fou usat per primer cop el dia de la proclamació de la independència de la Guinea Equatorial, el 12 d'octubre de 1968, i n'és oficial des d'aleshores.

## Lletra
Cor:
Caminemos pisando la senda
De nuestra inmensa felicidad.
En fraternidad, sin discriminal,
¡Cantemos Libertad!
I
Tras dos siglos de estar sometidos
Por la dominación colonial,
En fraterna unión, sin separación,
¡Cantemos Libertad!
¡Gritemos Viva, Libre Guinea,
Y defendamos nuestra Libertad.
II
Cantemos siempre, Libre Guinea,
Y conservemos siempre la unidad.
¡Gritemos Viva, Libre Guinea,
Y defendamos nuestra Libertad.
III
Cantemos siempre, Libre Guinea,
Y conservemos, y conservemos la independencia nacional
Y conservemos, Y conservemos
La independencia nacional.